# Víktor Arbékov
Víktor Mikhàilovitx Arbékov, més conegut com a Víktor Arbékov (rus: Виктор Михайлович Арбеков)  (Podolsk, 8 de març de 1942 - Moscou, 18 de febrer de 2017), fou un pilot de motocròs rus que, en proclamar-se Campió del Món en 250cc el 1965, amb ČZ, esdevingué el primer soviètic a guanyar el mundial d'aquesta modalitat. A Podolsk, on és una celebritat local, se’l recorda amb una competició de motocròs anual creada en honor seu, la Copa Víktor Mikhàilovitx Arbékov (en rus: Кубок Виктора Михайловича Арбекова).

## Resum biogràfic

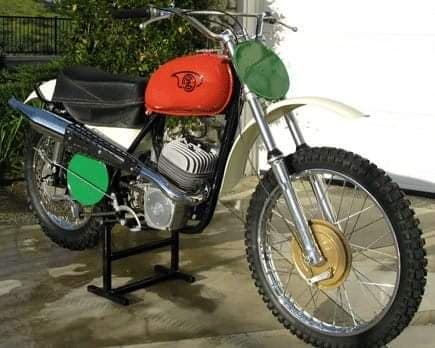
Una ČZ 250 typ 980 de 1966, com la que pilotà Arbékov aquell any

Arbékov es va començar a interessar per les motocicletes a 10 anys, després que el seu veí Yuri Komarov, un conegut pilot de l'època, li permetés de pujar a la seva, sense engegar-ne el motor. Quan va poder, Arbékov va començar a visitar el club de motociclisme de la DOSAAF de Podolsk. El 1956, a 14 anys, ja va participar en el Campionat de motocròs de Podolsk. A 17 anys, va guanyar el Campionat de l'URSS juvenil de 125cc, títol que revalidà l'any següent (al llarg de la seva vida, arribà a guanyar 14 campionats de l'URSS en diverses categories). A 19 anys, ingressà a l'exèrcit, on va acabar integrat a l'equip esportiu del CSKA Moscou. El 1961 entrà a l'equip estatal soviètic de motocròs, on s'estigué fins al 1968.
Víktor Arbékov començà a destacar al mundial de motocròs de 250cc el 1963, quan fou quart amb una modesta Kovrovec K-250SKS al Gran Premi de l'URSS, disputat a Moscou el 14 de juliol. El 1964, ja amb la ČZ, assolí el tercer lloc final al campionat i el 1965 el va guanyar, esdevenint així el primer soviètic a fer-ho. Al zenit de la seva carrera internacional, Arbékov destacava pel seu espectacular estil de pilotatge, acostumant a anar pel centre dels revolts, agafant els sots més profunds. Un dels seus màxims rivals a l'època, Torsten Hallman, el definí en una ocasió com un «pilot molt potent i elegant. Quan era al capdamunt, el seu pilotatge destacava pel control perfecte de la moto. Era suau, amb poques errades, si és que en feia cap.»
Tot i el seu èxit al mundial de 1965, un cop acabat, les autoritats soviètiques van decidir de convertir Arbékov en un pilot encara més fort i el van posar en un programa d'entrenament fora de temporada, el qual el va canviar completament. Torsten Hallman va declarar una vegada que, quan va retrobar el rus al Gran Premi d'Espanya de 1966 -la primera cursa de la temporada-, va observar que «havia guanyat més de 18 kg en només sis mesos, el veia desmotivat i sense esme.» Segons Hallman, Arbékov «havia perdut l'esperit de victòria, probablement tement que hauria de tornar al penós camp d'entrenament. La seva suavitat en la conducció s'havia esvaït i mai més no tornà a ser el mateix d'abans.»
Arbékov seguí participant al mundial uns anys més i arribà a acumular-hi deu victòries en Gran Premi. Acabada la temporada de 1968, però, fou vetat per les autoritats soviètiques i mai més no se li tornà a permetre de tornar a l'Europa occidental, ja que als ulls dels comissaris de la Guerra Freda s'estava "occidentalitzant" massa.

### Darrers temps
Un cop es va haver graduat a l'Institut de Cultura Física de Sant Petersburg (anomenat Leningrad a l'època), Arbékov va treballar al CSKA Moscou, inicialment de monitor esportiu (1964 a 1978), després d'entrenador de la secció de motocròs (1978 a 1984) i, finalment, d'entrenador principal d'esports de motor (1984 a 1991). El 1992 es va retirar i va ser llicenciat de l'exèrcit amb el rang de Tinent coronel, continuant residint a Moscou.
Cap al final de la seva vida, Arbékov patia un càncer de llarga durada. El 18 de febrer del 2017 es va suïcidar tot precipitant-se al buit des de la finestra del seu apartament de Moscou, situat en un vuitè pis.

## Palmarès
Font:
- 2 vegades Campió de l'URSS Juvenil en 125cc (1959-1960)
- 12 vegades Campió de l'URSS:
  - 250cc: 4 (1964-1967)
  - 175cc: 1 (1964)
  - 350cc: 7 (1965-1967, 1970, 1971, 1973, 1974)
- 7 vegades guanyador del Motocròs de Kovrov (1963-1964, 1967-1968, 1972-1973, 1976)

### Resultats al Campionat del Món
| Any  | Motocicleta | 500cc | 250cc |
| ---- | ----------- | ----- | ----- |
| 1963 | ČZ          | -     | 20è   |
| 1964 | ČZ          | -     | 3r    |
| 1965 | ČZ          | -     | 1r    |
| 1966 | ČZ          | 8è    | 4t    |
| 1967 | ČZ          | -     | 4t    |
| 1968 | ČZ          | -     | 9è    |